# Селивановский, Николай Николаевич
Николай Николаевич Селива́новский (3 апреля 1901, Хойники, Минская губерния — 2 июня 1997, Москва) — сотрудник органов госбезопасности, генерал-лейтенант. Был заместителем начальника ГУКР Смерш по разведработе. Заместитель Министра госбезопасности СССР (1946—1951).

## Биография
Родился в местечке Хойники, центре волости Речицкого уезда Минской губернии, в семье железнодорожного служащего.
В 1920—1922 годах служил в Рабоче-крестьянской Красной армии. В 1922 году окончил курсы ОГПУ. После курсов был направлен на Туркестанский фронт, где воевал с басмачами. С 1927 года работал в особом отделе Ленинградского военного округа.
- Окончил Московскую Высшую пограничную школу ОГПУ (1930).
- В 1930—1934 гг. — уполномоченный 4-го, 5-го отделения Особого отдела ОГПУ при СНК СССР.
- В 1934—1935 гг. — уполномоченный Особого отдела ОГПУ при СНК — НКВД СССР по обслуживанию крупных военных организаций.
- В 1935—1937 гг. — уполномоченный Особого отдела НКВД СССР по обслуживанию Военно-химической академии РККА.
- В 1937—1938 гг. — помощник начальника 7-го отделения 5-го отдела НКВД СССР. Выполнял ряд секретных заданий, выезжая в Париж и Прагу[3].
- В 1938—1939 гг. — заместитель начальника 7-го отделения Особого отдела НКВД СССР, заместитель начальника 2-го управления НКВД СССР.
- В 1939—1940 гг. — начальник 9-го отделения 4-го отдела НКВД СССР.
- В 1940—1941 гг. — начальник 5-го отделения 4-го отдела НКВД СССР, начальник 5-го отдела 3-го управления Наркомата обороны СССР.
- 21.11.1941 присвоено специальное звание старшего майора государственной безопасности
- В 1941—1942 гг. — начальник Особого отдела НКВД войск Юго-Западного направления, Юго-Западного фронта.
- В 1942—1943 гг. — начальник Особого отдела НКВД Сталинградского фронта, Донского фронта, Сталинградского фронта, Южного фронта.
- 14.02.1943 г. присвоено специальное звание комиссара государственной безопасности 3-го ранга.
- В 1943—1946 гг. — заместитель начальника Управления контрразведки (СМЕРШ) Наркомата обороны. В частности, в его ведении был отдел по заброске агентуры и диверсионных групп в немецкий тыл[4].
- В 1945 г. — уполномоченный НКВД СССР по 4-му Украинскому фронту.
- В 1945—1946 гг. — советник НКГБ СССР при Министерстве общественной безопасности Польши.
- В 1946—1947 гг. — начальник 3-го главного управления МГБ СССР.
- В 1946—1951 гг. — заместитель Министра государственной безопасности СССР.

## Опала, арест, заключение, освобождение
После начала в июле 1951 года расследования по сфабрикованному врагами В. С. Абакумова «делу о сионистском заговоре в МГБ» попал в опалу у Сталина. 26 августа 1951 года смещён с основных занимаемых постов — заместителя министра госбезопасности СССР и члена Коллегии МГБ СССР — и зачислен в распоряжение отдела Административных органов ЦК ВКП(б). 18 сентября 1951 года снят также с поста председателя комиссии по выездам за границу при ЦК ВКП(б). 2 октября 1951 года получил новое назначение — на ничтожную при его прежнем номенклатурном положении должность начальника инспекции при начальнике Главного управления государственных продовольственных резервов при Совете министров СССР. Арестован 2 ноября 1951 года. Обвинён во «вредительской работе в органах МГБ, направленной на подрыв государственной безопасности СССР» (ст. 58-1«б», 58-7, 58-11 УК РСФСР). Находясь под следствием в тюрьме МГБ СССР, симулировал психическое заболевание с целью избежать возможного смертного приговора. 2 января 1952 года направлен на стационарное психиатрическое исследование в Институт судебной психиатрии им. Сербского. Постановлением Следственной части по особо важным делам МВД СССР от 21 марта 1953 года следственное дело Селивановского было прекращено, сам он освобождён из заключения и реабилитирован. С 21 марта 1953 года находился в резерве отдела кадров МВД СССР. Уволен 28 августа 1953 года с формулировкой «по фактам дискредитации служебного положения». С этого дня и до конца жизни пребывал на пенсии.
Умер в 1997 году в Москве в возрасте 96 лет. Похоронен на Введенском кладбище (17 уч.).

## Личная жизнь
Жена — Селивановская Зинаида Антоновна (1904—1983), похоронена на Введенском кладбище.
Сын — Селивановский Сергей Николаевич (1938—1958), похоронен на Введенском кладбище.

## Награды
- два ордена Ленина (31.07.1944[6], 30.04.45[7]);
- четыре ордена Красного Знамени (01.04.43[8], 28.10.1943[9], 3.11.1944[10], 24.08.1949[11]);
- орден Кутузова 1-й степени (25.03.1945[12]);
- орден Суворова 2-й степени (13.09.1945[13]);
- орден «Знак Почёта» (22.07.1937[14]);
- медаль «XX лет РККА» (15.10.1938[15])
- медаль «За отвагу» (26.04.1940[16])
- орден Белого Льва (Чехословакия);
- орден «Крест Грюнвальда» 3-го класса (Польша);
- иные медали.

## Киновоплощение
- В круге первом (2006) — Селивановский (Вячеслав Богачёв)
- В августе 44-го… — генерал Колыбанов